# Мидълсекс (окръг, Кънектикът)
Вижте пояснителната страница за други значения на Мидълсекс.
Окръг Мидълсекс (на английски: Middlesex County) е окръг в щата Кънектикът, Съединени американски щати. Площта му е 1137 km², а населението – 163 329 души (2016). Няма административен център.